# IPad mini (terza generazione)
L'iPad mini 3 è un tablet computer, sviluppato e prodotto dalla Apple Inc., presentato insieme all'iPad Air 2 il 16 ottobre 2014. Il debutto sul mercato è avvenuto il 22 ottobre dello stesso anno.
Il design e i componenti hardware rimangono praticamente invariati rispetto al modello precedente, l'iPad mini 2. Come novità abbiamo la presenza del sensore di impronte digitali Touch ID compatibile con Apple Pay, spazio di archiviazione differente e l'aggiunta della colorazione oro.
Il 9 settembre 2015, l'iPad mini 3 è stato rimosso dal mercato, in favore del nuovo iPad mini 4.

## Caratteristiche

### Software
L'iPad mini 3 è spedito con il sistema operativo iOS 8.1. Con iOS 8 vengono apportati notevoli cambiamenti al sistema operativo, soprattutto in termini grafici.
Il sistema operativo finale è iOS 12; l'iPad mini 3 non è compatibile con iPadOS.

### Design
L'iPad mini 3 riporta praticamente lo stesso design del suo predecessore, l'iPad mini 2, con l'aggiunta del Touch ID e la colorazione oro.

### Hardware
L'iPad mini 3 riporta quasi le stesse caratteristiche hardware del modello precedente. Monta un display Retina da 7,9" con 2048x1536 pixel a 326 ppi, il processore a 64-bit Apple A7 e il coprocessore di movimento M7. È disponibile una fotocamera posteriore iSight da 5 MP, in grado di registrare video a 1080p, e una anteriore da 1,2 MP, in grado di registrare video a 720p.
Il Touch ID è inoltre compatibile con Apple Pay e può essere quindi utilizzato per autorizzare i pagamenti nelle applicazioni online.
I tagli di archiviazione disponibili sono da 16, 64 o 128 GB.